# Triaenodes darfuricus
Triaenodes darfuricus är en nattsländeart som beskrevs av Martin E. Mosely 1936. Triaenodes darfuricus ingår i släktet Triaenodes och familjen långhornssländor. Inga underarter finns listade i Catalogue of Life.